# 霞丘站 (奈良縣)

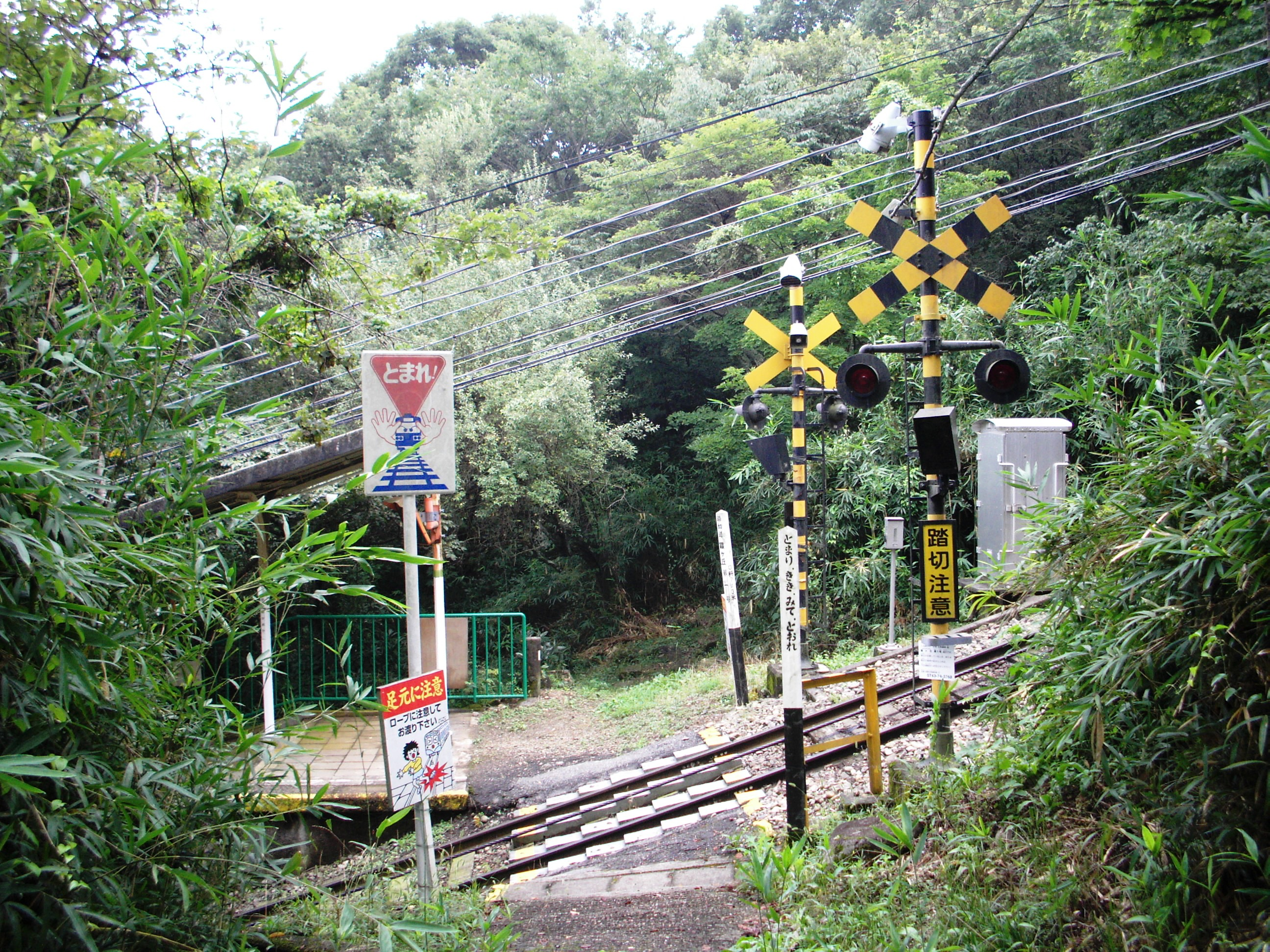
車站出入口前平交道

霞丘站（日语：／ Kasumigaoka eki */?）是位於奈良縣生駒市菜畑町，近畿日本鐵道的生駒鋼索線（山上線）車站。車站編號為Y20。

## 概要
從生駒山上站前往寶山寺方向的山道有點遠。由於纜索鐵路的特性，在山上線設置梅屋敷站時也需要同時設置此站（上下行任何一方的車輛停靠霞丘站時，另一架列車需要停靠梅屋敷站）。此站是秘境車站，非常少人使用此車站。
直行班次會通過此站，此班次只會在生駒山上遊園地晚上營業與日本黃金週時期行走。

## 歷史
- 1929年（昭和4年）3月27日 - 大阪電氣軌道（後來為近鐵）車站啟用[1]。
- 1944年（昭和19年）2月11日 - 車站暫停服務。
- 1945年（昭和20年）8月1日 - 車站重開。
- 2010年（平成22年）8月 - 月台上蓋被撤走，車站大樓工程完成。

## 車站構造
此站是地面車站，設有1面1線的單式月台。此站是無人車站，出入口位於月台靠近生駒山上一方。此站沒有檢票口與站房。車站出入口連接登山道，鄰近一座第3種平交道。月台呈梯級狀。由於此站只有1面1線的月台，生駒山上方向和寶山寺方向的列車使用同一月台。

## 車站周邊
- 昆達里尼瑜伽中心生駒道場（步行2～3分鐘）

## 相鄰車站
近畿日本鐵道
 生駒鋼索線（山上線）
■直行
通過
■普通
梅屋敷（Y19）－霞丘（Y20）－生駒山上（Y21）

## 注腳
1. ↑  「地方鉄道運輸開始」《官報》1929年4月10日（國立國會圖書館數碼化資料）

## 外部連結
- 霞丘 - 近畿日本鐵道（日語）
- YouTube上的睡房城市的「秘境站」近鐵生駒鋼索線霞丘站（朝日新聞社提供，2018年1月19日公開）